# Silkroad Online
Silkroad Online – gra MMORPG wyprodukowana przez południowokoreańską firmę Joymax, zawierająca liczne elementy fantasy. Akcja gry rozgrywa się w VII wieku n.e. na jedwabnym szlaku (ang. silk road - jedwabny szlak), będącym kiedyś głównym szlakiem handlowym łączącym Azję i Europę.
W grze możemy wcielić w jedną z postaci pochodzenia chińskiego lub europejskiego. Gra jest darmowa, ale można kupić specjalne przedmioty za prawdziwe pieniądze, dające dodatkowe korzyści nabywcy.

## Przebieg gry
Jedwabny szlak jest głównym kulturalnym i ekonomicznych szlakiem handlowym, przez który przemieszczają się głównie kupcy oraz złodzieje napadający i okradający podróżnych. Można również spotkać na nim łowców, którzy specjalizują się w wyłapywaniu licznych złodziei.
Każdy gracz ma możliwość rozwijania i kierowania postacią jednego z trzech zawodów: kupiec (trader), złodziej (thief) lub łowca (hunter).
System serwerów połączonych ze sobą równolegle umożliwia obsługę dużej grupy użytkowników w tym samym czasie, zapewniając lepszą grę i skracając czas ładowania lokacji.
Silkroad przedstawia wydarzenia z VII wieku n.e, jakie miały miejsce na jedwabnym szlaku, w stylu fantasy oraz gry MMORPG nawiązującej do historii, kultury i wierzeń każdego rejonu. Świat Silkroad jest podzielony na dwa główne regiony: historyczny – jedwabny szlak, ciągnący się od Chang’anu, przez Dunhuang, Hoten, Teheran i Bagdad do Konstantynopola, oraz świat fantasy, biegnący z południa na północ, od Takla Makan, przez Himalaje do Indii. Drogi krzyżują się ze sobą.